# Керчомъя
Керчомъя (коми Керчомъя) — село в Усть-Куломском районе Республики Коми России. Административный центр и единственный населённый пункт сельского поселения Керчомъя.

## Этимология
Название происходит от словосочетания кер чом, которое с языка коми переводится как «бревенчатый шалаш, бревенчатая избушка».

## География
Село находится в южной части Республики Коми, на левом берегу реки Вычегды, на расстоянии примерно 22 километров (по прямой) к юго-востоку от Усть-Кулома, административного центра района. Абсолютная высота — 104 метра над уровнем моря.
Климат
Климат характеризуется как умеренно континентальный, с продолжительной умеренно морозной многоснежной зимой и коротким прохладным летом. Среднегодовая температура воздуха составляет −1 — 0 °С. Средняя температура воздуха самого тёплого месяца (июля) составляет 16 °C; самого холодного (января) — −16 °C. Безморозный период длится в течение 180—190 дней. Среднегодовое количество атмосферных осадков составляет 500—600 мм. Устойчивый снежный покров держится 165—175 дней.
Часовой пояс
Керчомъя, как и вся Республика Коми, находится в часовой зоне МСК (московское время). Смещение применяемого времени относительно UTC составляет +3:00.

## Население
| 2010 | 2012  | 2013 | 2014 | 2015 | 2016 | 2017 |
| ---- | ----- | ---- | ---- | ---- | ---- | ---- |
| 1043 | ↘1006 | ↘982 | ↘962 | ↘910 | ↘896 | ↘864 |
| 2018 | 2019  | 2020 | 2021 |      |      |      |
| ↘836 | ↘813  | ↘801 | ↘744 |      |      |      |

Гендерный состав
По данным Всероссийской переписи населения 2010 года в гендерной структуре населения мужчины составляли 50,1 %, женщины — соответственно 49,9 %.
Национальный состав
Согласно результатам переписи 2002 года, в национальной структуре населения коми составляли 97 % из 1515 чел.

## Известные уроженцы
- Эдуард Алексеевич Тимушев — коми писатель и поэт.